# Eulogius Schneider
Eulogius Schneider, rozený Johann Georg Schneider (20. října 1756, Wipfeld am Main – 1. dubna 1794, Paříž) byl františkán, profesor v Bonnu a člen jakobínského klubu ve Štrasburku.

## Životopis
Johann Georg Schneider se narodil jako syn vinaře ve vsi, která patřila biskupství ve Würzburgu. Měl 10 sourozenců.
Rodiče plánovali pro svého nejmladšího syna duchovní kariéru. Ve 12 letech přešel na würzburský chlapecký seminář a pět let studoval na jezuitském gymnáziu.
Zde měl konflikt s učiteli poté, co objevili jeho první pokusy o psaní a čtení a romány a básně Klopstocka a Gellerta.
Po absolvování gymnázia se 17letý Schneider rozhodl, že nebude studovat na teologa. Místo toho se zapsal na filozofii a právní vědu na univerzitě ve Würzburgu. Pro Schneidera to znamenalo předčasné vyloučení z konviktu. Pro ukončení jeho studentského života však byla rozhodující skutečnost, že vešel ve známost jeho milostný vztah. Kvůli " předmanželské kopulaci " přišel o živobytí jako vychovatel, neboť würzburští duchovní učitelé odmítli nechat své žáky a studenty vyučovat Schneiderem. Nezbylo mu nic jiného, než se vrátit do domu svých rodičů ve Wipfeldu.
Na naléhání svých rodičů se Schneider rozhodl pokračovat v teologickém studiu. V dubnu 1777 vstoupil do františkánského řádu v Bamberku a dostal řeholní jméno Eulogius (po svatém Eulogiovi z Córdoby).
Po svém pobytu v Bamberku odešel Schneider do Salcburku, aby zde pokračoval a dokončil svá studia. Po ukončení studií zde byl Eulogius Schneider vysvěcen na kněze.
Poté, co působil jako lektor v Augsburgu, se v roce 1786 stal dvorním kaplanem u württemberského dvora za vévody Karla Eugena, pravděpodobně především pro jeho pověst nadaného řečníka. Protože Schneider zastával osvícenské názory, došlo brzy k roztržce s panovníkem, který pohrozil, že dvorního kaplana pošle zpět do kláštera. V roce 1789 se však Schneider díky zprostředkování svého krajana Thaddäuse Tragesera stal profesorem literatury a výtvarných umění na univerzitě v Bonnu. Díky Schneiderově řečnickému talentu se brzy staly jeho přednášky velmi populárními. Schneiderovým žákem v Bonnu byl mj. mladý Ludwig van Beethoven.
Ve stejném roce, kdy nastoupil na profesuru v Bonnu, opustil Eulogius Schneider františkánský řád, který nechtěl, aby byl členem řádu profesor, a stal se s papežským svolením „diecézním knězem“. Následující rok vydal spisy, které vyvolaly silné protesty v duchovenstvu kolínské arcidiecéze, ke které patřila univerzita v Bonnu. Poté, co se Schneiderův zaměstnavatel, kurfiřt Maxmilián Franz, zpočátku snažil vyhnout konfliktu a odmítl žádost papežského nuncia o jeho odvolání, nakonec reagoval zákazem distribuce spisů. Schneiderův veřejný protest vedl v červnu 1791 k jeho odvolání.
V roce 1791 byl Schneider přijat do Krefeldské zednářské lóže pro dokonalou rovnost, ze které byl později vyloučen.
Jako horlivý zastánce Francouzské revoluce složil ódu na revoluci.
V roce 1791 odešel Schneider do Štrasburku, který byl formován revolucí, a v následujících letech zastával četné úřady a funkce. Byl biskupským vikářem, profesorem v semináři, kazatelem ve štrasburské katedrále. Nakonec se stále více vzdaloval svému kněžství a obrátil se k revolučnímu hnutí. Stal se radním, vydavatelem a šéfredaktorem časopisu Argos, vydávaného od června 1792, na čas předsedou Klubu jakobínů ve Štrasburku. Od září do prosince 1792 byl úřadujícím starostou Haguenau. Tam provedl nový republikánský řád, reorganizoval správu a zlepšil chudinský systém založením nadace. V průběhu své narůstající radikalizace dočasně předsedal dozorčímu a bezpečnostnímu výboru, byl občanským komisařem a žalobcem u revolučního tribunálu. V této pozici podporoval jakobínský teror a vynesl kolem třiceti rozsudků smrti. Během této doby také napsal pravděpodobně první německý překlad Marseillaisy.
V roce 1793 se Eulogius Schneider oženil se Sarou Stammovou, dcerou štrasburského obchodníka s vínem.
Pár hodin po svatbě byl Schneider 15. prosince na příkaz Louise de Saint-Just a komisaře Konventu a „člena mimořádné mise“ pro Alsasko, Le Base zatčen.
Eulogius Schneider byl uvězněn v opatství Saint-Germain-des-Prés. Dne 1. dubna 1794 byl Eulogius Schneider v Paříži popraven gilotinou.

## Dílo
- De philosophiae in sacro tribunali usu commentatio, 1786
- Rede über die christliche Toleranz auf Katharinentag, 1785
- Des heiligen Chrysostomus Kirchenvaters und Erzbischoffs zu Konstantinopel Reden über das Evangelium des heiligen Matthei., 2 svazky, 1786-1788
- Freymüthige Gedanken über den Werth und die Brauchbarkeit der Chrysostomischen Erklärungsreden über das Neue Testament und deren Uebersetzung, 1787
- Oden eines Franziscaner Mönchs auf den Rettertod Leopolds von Braunschweig, 1787
- Ode an die verehrungswürdigen Glieder der Lesegesellschaft zu Bonn, als das Bildniß unsers erhabenen Kurfürsten im Versammlungssaale feyerlich aufgestellt wurde, 1789
- Rede über den gegenwärtigen Zustand, und die Hindernisse der schönen Litteratur im katholischen Deutschlande, 1789
- Elegie an den sterbenden Kaiser Joseph II., Bonn 1790
- Jesus als Sohn Gottes und als Lehrer der Menschheit, Bonn 1790
- Probe einer neuen Uebersetzung Quintilians, Bonn 1790
- Die ersten Grundsätze der schönen Künste überhaupt, und der schönen Schreibart insbesondere, 1790
- Gedichte. Mit einem Portrait des Verfassers, Frankfurt am Main 1790
- Katechetischer Unterricht in den allgemeinsten Grundsätzen des praktischen Christenthums, 1790
- Patriotische Rede über Joseph II. in höchster Gegenwart Sr. kurfürstl. Durchl. von Cöln, 1790
- Predigt über den Zweck Jesu bey der Stiftung seiner Religion, 1790
- Trauerrede auf Joseph II., 1790
- Das Bild des guten Volkslehrers, entworfen in einer Predigt über Matth. VII, 15, am 17ten Sonntage nach Pfingsten, 1791
- De novo rerum theologicarum in Francorum imperio ordine commentatio, 1791;
- Die Quellen des Undankes gegen Gott, den Stifter und Gründer unserer weisen Staatsverfassung, dargestellt in einer Predigt über Luk. XVII, 17, am 13ten Sonntage nach Pfingsten, 1791
- Die Übereinstimmung des Evangeliums mit der neuen Staats-Verfassung der Franken. Eine Rede bey Ablegung des feyerlichen Bürgereides, 1791
- Gespräch eines Referendarius, Camerarius und Landdechants über den sogenannten katholischen Unterricht in den allgemeinsten Grundsätzen des pracktischen Christenthums, Düsseldorf 1791
- Rede über die Priesterehe, 1791
- Argos, oder der Mann mit hundert Augen, 4 svazky, 1792–1794
- Auf die Erklärung der National-Versammlung Frankreichs an die Völker Europa's und die ganze Menschheit, in Rücksicht des bevorstehenden Krieges vom 29. December 1791, 1792
- Auf Kaiser Leopolds II. Tod, 1792
- Discours sur l'éducation des femmes, prononcé à la Société des Amis de la Constitution séante à Strasbourg, 1792
- Gedächtnisrede auf Mirabeau vor der Gesellschaft der Constitutionsfreunde, 1792
- Jesus der Volksfreund, 1792
- Politisches Glaubensbekenntnis, 1792
- Von einem deutschen Bauern am Rhein, 1792
- Ernste Betrachtungen über sein trauriges Schicksal, nebst flüchtigem Rückblick auf seinen geführten Lebenswandel kurz vor seiner Hinrichtung von ihm selbst geschrieben, 1794
- Der Guckkasten, ein komisches Gedicht in drey Gesängen, 1795 (vydáno z půzůstalosti)